# Gottlieb Taschler
Gottlieb Taschler (Rasun Anterselva, 21 agosto 1961) è un dirigente sportivo ed ex biatleta e allenatore di biathlon italiano, dal 2006 vicepresidente dell'International Biathlon Union.

## Biografia

### Carriera sciistica
Membro dei Gruppi Sportivi Fiamme Gialle, ha partecipato a tre edizioni dei Giochi olimpici invernali: Sarajevo 1984 (19° in sprint, 5° in staffetta), Calgary 1988 (11° in individuale, bronzo in staffetta con i suoi compagni di squadra Werner Kiem, Johann Passler e Andreas Zingerle) e Albertville 1992 (44° in individuale).
In carriera ha preso parte anche a dieci Mondiali, vincendo la medaglia di bronzo nella staffetta del 1986 in Norvegia e il titolo iridato nel 1991 a Lahti, in Finlandia, nella gara a squadre, insieme a Hubert Leitgeb, Simon Demetz e Wilfried Pallhuber.

### Carriera da allenatore
Dopo il ritiro è divenuto allenatore della nazionale italiana di biathlon.

### Carriera dirigenziale
Dal 1997 organizzatore delle gare ad Anterselva, il principale centro di biathlon italiano, nel 2006 è stato eletto vicepresidente dell'International Biathlon Union con delega allo sviluppo; nel 2010 è stato riletto vicepresidente, con delega allo sport, incarico nel quale è stato confermato il 5 settembre 2014.

## Palmarès

### Olimpiadi
- 1 medaglia:
  - 1 bronzo (staffetta a Calgary 1988)

### Mondiali
- 2 medaglie:
- 1 oro (gara a squadre a Lahti 1991)
  - 1 bronzo (staffetta a Falun/Oslo 1986)

### Coppa del Mondo
- 1 podio (individuale[2]):
  - 1 secondo posto

### Campionati italiani
- 4 medaglie:
  -  1 argento
  -  3 bronzi[senza fonte]